# Tóc em đuôi gà
"Tóc em đuôi gà" là một ca khúc nhạc trẻ của nhạc sĩ Thế Hiển sáng tác năm 1995. Ngay sau khi sáng tác, ca khúc được thế hệ trẻ Việt Nam đón nhận thời bấy giờ và được nhiều ban nhạc biểu diễn. Ca sĩ Quang Linh cũng đã lấy tên bài hát để đặt cho một album ca nhạc của mình. 

## Hoàn cảnh sáng tác
Trong chương trình Dấu ấn huyền thoại phát sóng trên HTV7 năm 2021, Thế Hiển chia sẻ vào năm 1995, khi đi ngang qua đường Công Lý (nay là đường Nam Kỳ Khởi Nghĩa của Thành phố Hồ Chí Minh) qua Trường Trung học phổ thông Marie Curie, ông đi xe máy và bị một cô gái đạp xe đạp đi ngược chiều tông vào xe. Hai người cùng ngã ra đường. Cô gái tỏ ra xin lỗi Thế Hiển và được ông mời đi uống nước. Trên đường về, ông hồi tưởng lại việc ngày xưa bản thân cũng từng đạp xe để theo đuổi những cô nữ sinh của trường nên bài hát dần được hình thành ngay ngày hôm đó để tặng cho thế hệ trẻ là học sinh.

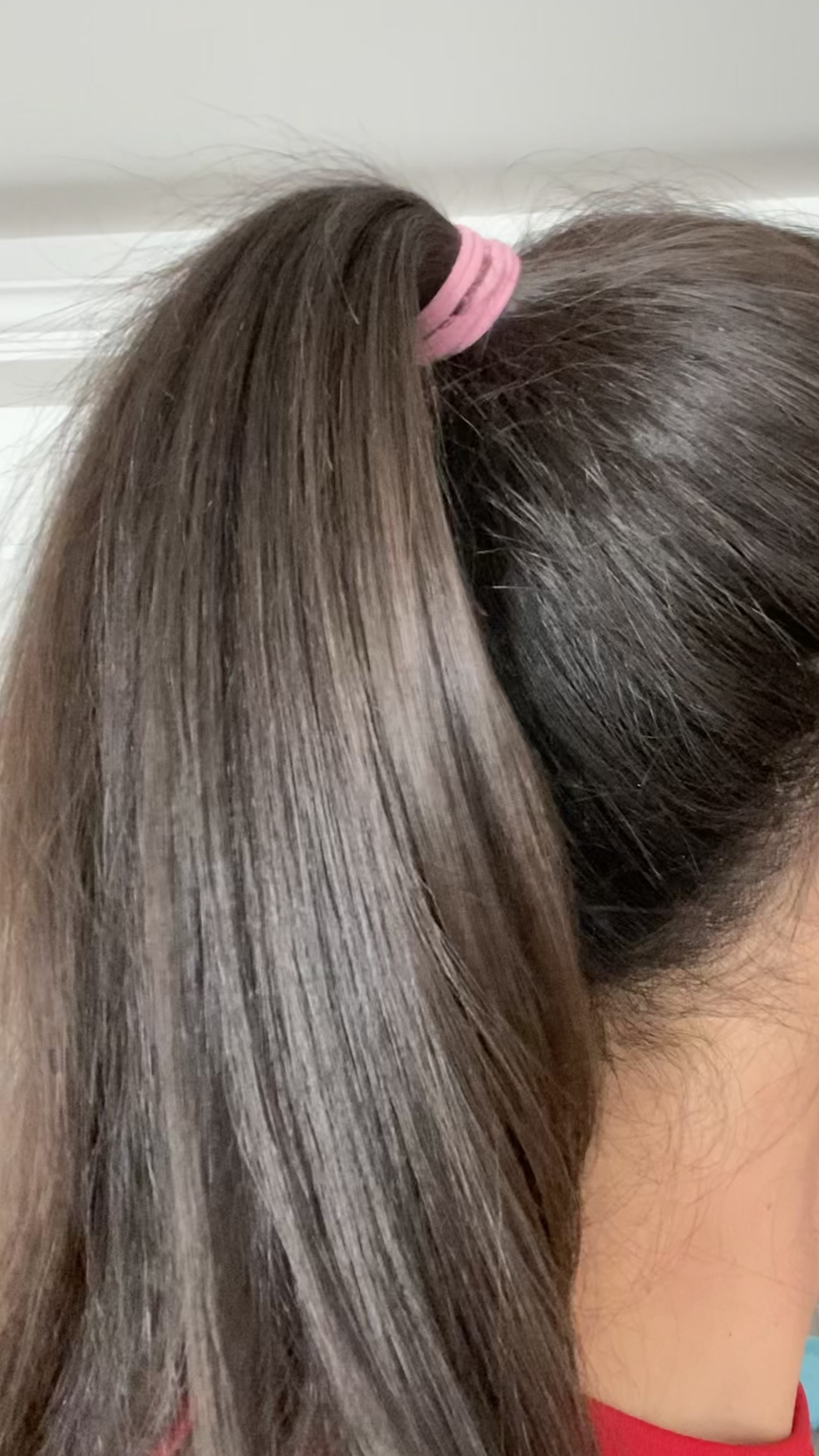
Kiểu tóc đuôi gà mà tác giả nhắc tới trong bài hát

Nhắc đến ca khúc này, Thế Hiển còn kể lại "Tóc em đuôi gà" được ông viết giữa lúc nhiều bạn trẻ đang chạy theo trào lưu nhuộm tóc. Tuy nhiên giữa trào lưu đó vẫn có không ít cô gái vẫn để kiểu tóc giản dị, buộc cao sau gáy mà ông mô tả "nhìn như cái đuôi gà".

## Đón nhận
"Tóc em đuôi gà" được Thế Hiển biểu diễn lần đầu trong một chương trình ca nhạc ở Trường Đại học Kinh tế Thành phố Hồ Chí Minh. Bài hát đã từng có một thời được biểu diễn trên khắp các sân khấu lớn nhỏ trên toàn Việt Nam. Sau đó, ca sĩ Quang Linh xin sử dụng ca khúc này để thực hiện CD ca nhạc cho Hãng Phim Trẻ. "Tóc em đuôi gà" vẫn được xem là một trong những dấu mốc âm nhạc đặc biệt của Quang Linh. Chính nam ca sĩ cũng lấy tên bài hát để đặt cho một album ca nhạc của mình.
Thế Hiển cho biết bản thân ông không nhớ đã hát ca khúc này bao nhiêu lần, khi tham gia nhiều đêm diễn vẫn được yêu cầu hát "tóc em đuôi gà". Tới năm 2022, ông vẫn nhận tiền tác quyền đều đặn với ca khúc này. Bản thân tên bài hát đã được sử dụng như một nội dung mang tính gây cười gán cho các ảnh chế mà nhiều báo điện tử tại Việt Nam đăng tải, thậm chí là việc so sánh với kiểu tóc của ca sĩ Đan Trường. Tại vòng loại Cúp bóng đá U-23 châu Á, Lại Văn Sâm đã xin phép Thế Hiển chế lại lời ca khúc "Tóc em đuôi gà" để tặng huấn luyện viên người Hàn Quốc Park Hang-seo.

## Sự việc có liên quan
Năm 2004, do bức xúc trước thái độ của Thế Hiển khi những nội dung trả lời của anh được đăng tải trên một số tờ báo, nhiều độc giả đã liên lạc với báo Người Lao Động và cung cấp cho báo đĩa nhạc có ca khúc nói trên cũng như nhiều tài liệu liên quan về tác giả tác phẩm mà theo họ là Thế Hiển đã bắt chước khi sáng tác ca khúc "Tóc em đuôi gà". Theo đó, các độc giả cho rằng ca khúc có nét tương đồng với tác phẩm "Taka Takata" do Paul Mauriat trình bày trong album "Après Toi 1972". Một độc giả khẳng định phần điệp khúc của "Tóc em đuôi gà" giống hoàn toàn với điệp khúc của "Taka Takata".